# Беннетт, Уильям
Джон Уильям (Билл) Беннетт (англ. William John «Bill» Bennett; 31 июля 1943, Бруклин, Нью-Йорк) — американский политик-республиканец, министр образования США в администрации президента Рональда Рейгана с 1985 по 1988 и директор Управления национальной политики по контролю за наркотиками с 1989 по 1990 год.

## Биография
Учился в Колледже Вильямса, Техасском университете в Остине и Гарвардской школе права. В Техасском университете в 1970 году Беннетт получил степень доктора философии по специальности «Политическая философия».